# Клен цукровий

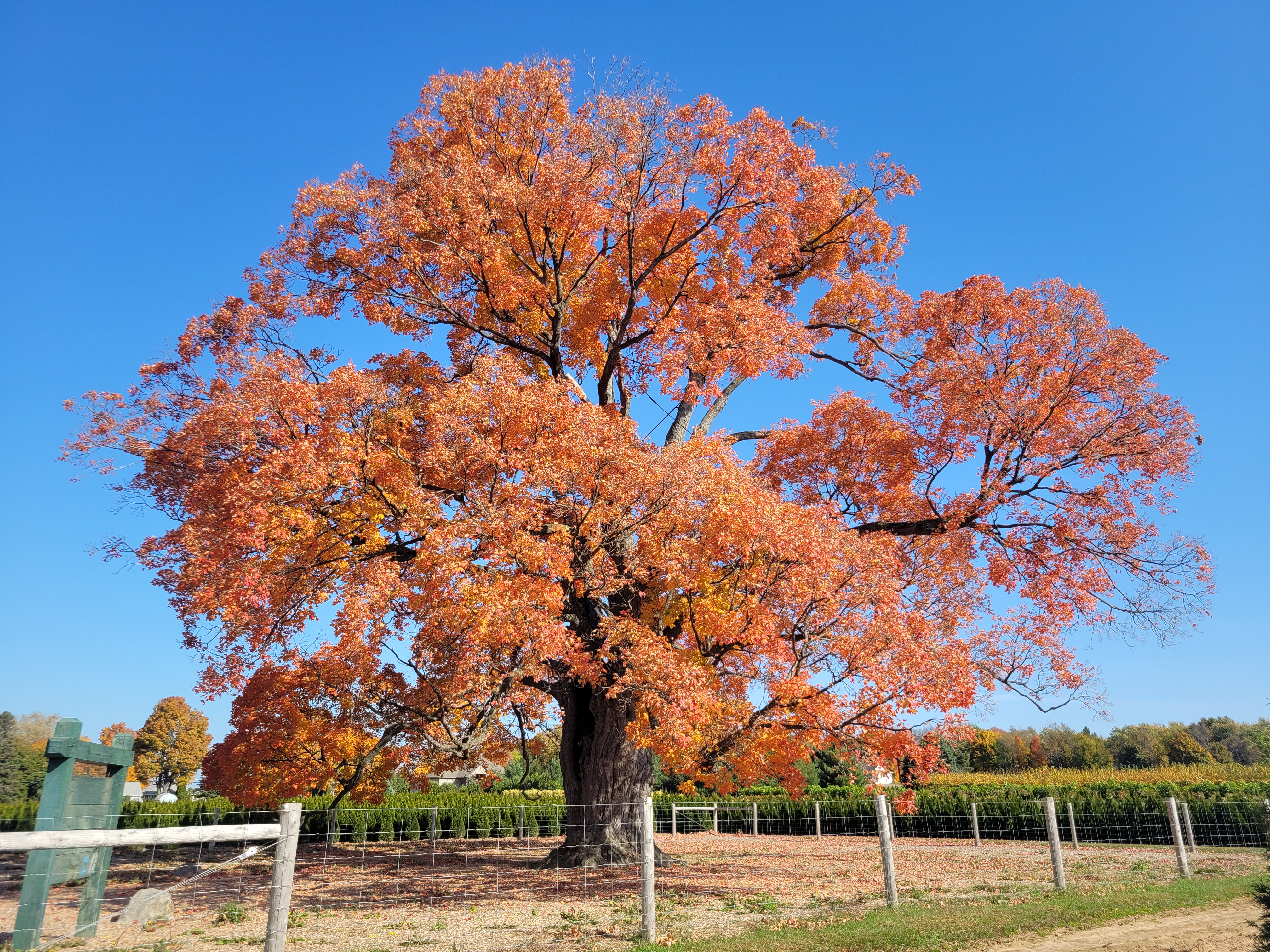
Клен цукровий, Пілгам

Листок цукрового клена на прапорі Канади

Кле́н цукро́вий (Acer saccharum Marsh.) — листопадне, до 40 м заввишки, дерево родини сапіндових (Sapindaceae), а раніше — окремої родини кленових (Aceraceae). Його Батьківщина — схід Північної Америки.Стилізоване зображення листка саме цукрового клена займає центральну частину державного прапора Канади і нанесене на куртки канадських хокеїстів. Він також — національний символ цієї країни.

## Ботанічні характеристики

### Будова і життєдіяльність
Цукровий клен — один з найбільших видів клена, може досягати 40 метрів заввишки і жити 300—400 років.
Крона густа, широко округла або яйцеподібна.
Стовбур — прямий, граційний, міцний, діаметром 1-2 м, вкритий сіруватою або сіро-коричневою, зморшкуватою, з рівними вертикальними борознами корою. На гілках вона — сіро-коричнева.
Корінь — стрижневий, з гарно розгалуженими боковими коренями. Їм потрібна велика і відкрита площа.

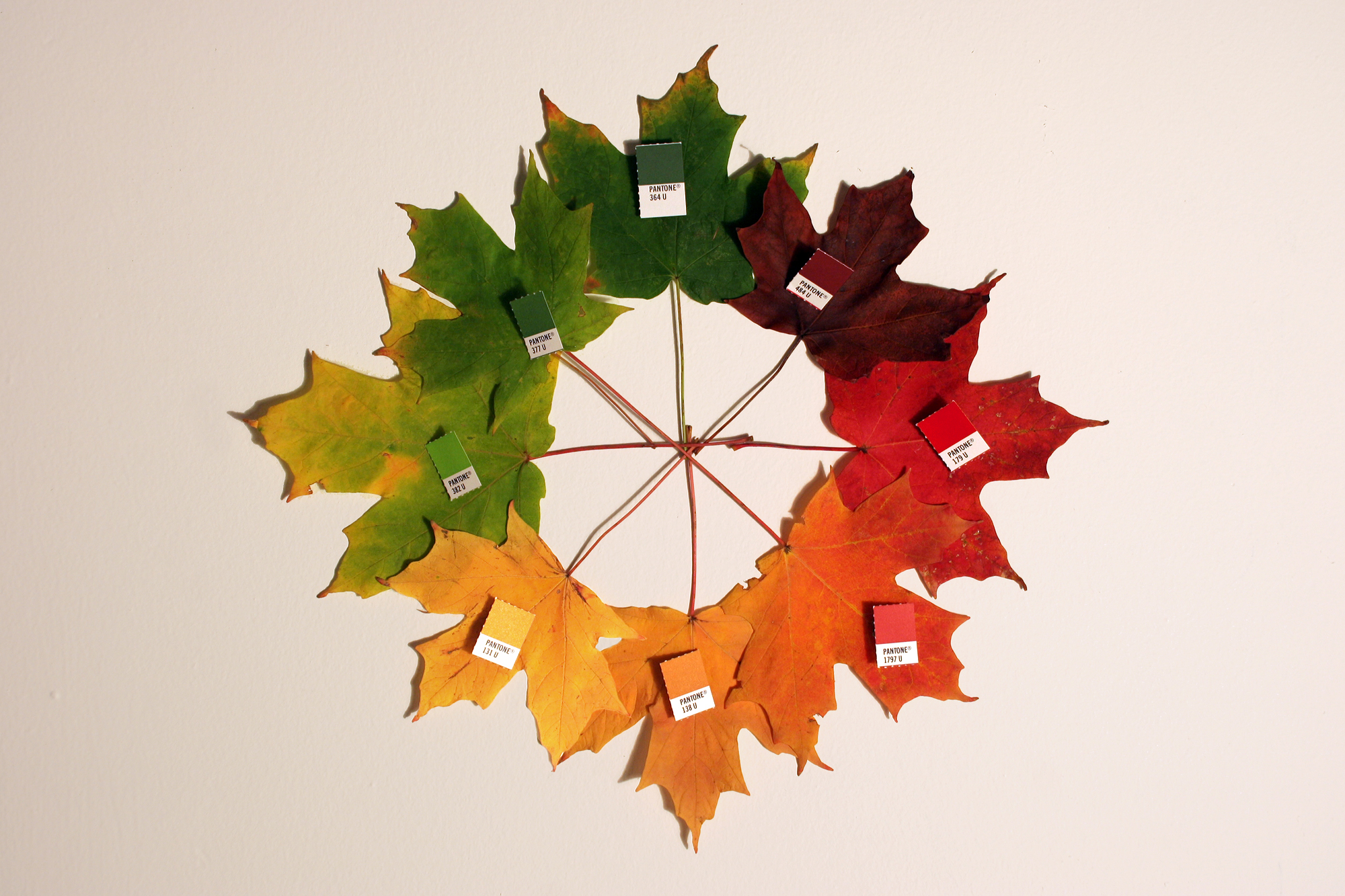
Кольорова палітра листя цукрового клена

Листки прості, супротивні, довжиною до 15 см і приблизно такої ж ширини, на черешку довжиною 6-8 см, з шорсткими зубчастими краями і п'ятьма неглибокими лапами. Зверху листки темно-зелені, гладенькі. Знизу — шорохуваті і бліді. А восени перетворюються на жовті — всередині крони, і оранжево-червоні — ближче до краю.
Квітне цукровий клен у квітні — 7-10 днів. Дрібні, зеленувато-жовті квітки на довгих черенках, зібраних в пухкі жмути, з'являються одночасно з листям. У кожному жмутку — 8-14 квіток. Запилюються вони вітром. Інколи — комахами.
Плід цукрового клена — двокрилка, яка розпадається на дві однонасінні частини, 2-2,5 см в довжину. Вони дозрівають у вересні.
В дикій природі у молодому віці цукровий клен росте повільно — частково через затінення — щорічно на 25-30 см в висоту і 25-35 см — в ширину. У 28 років висота дерева — близько 7 метрів. У 128 років — близько 19.
Листя і гілки клена цукрового їдять білохвості олені, лосі та американські зайці-біляки. У Новій Шотландії та Нью-Брансвіку взимку це дерево для них — головне джерело їжі. Насінням, бруньками, гілками і листям цього клена живляться окремі види хребетних, зокрема вивірка сіра і летяга. Кору дерева їдять голкошерсти. В дуплах гніздиться гаїчка чорношапкова. Також на дереві можна побачити гнізда совок, хохлатих дятлів і золотих шилодзьобих дятлів.
Цукровий клен схожий на клен гостролистий, він же платановий (Acer platanoides). Відрізнити їх можна за соком, який виділяють черенки листків. У цукрового клена він прозорий, а у гостролистого — молочного кольору. І осінні листки платанового клена найчастіше — жовті. Оранжеві і червоні відтінки для нього не характерні. Кора цукрового клена грубіша і шерехуватіша, а його листя — трикутної форми, тоді як у гостролистого — набагато лапатіше. А насіння цукрового клена кулеподібне, не приплюснуте.

### Розмноження

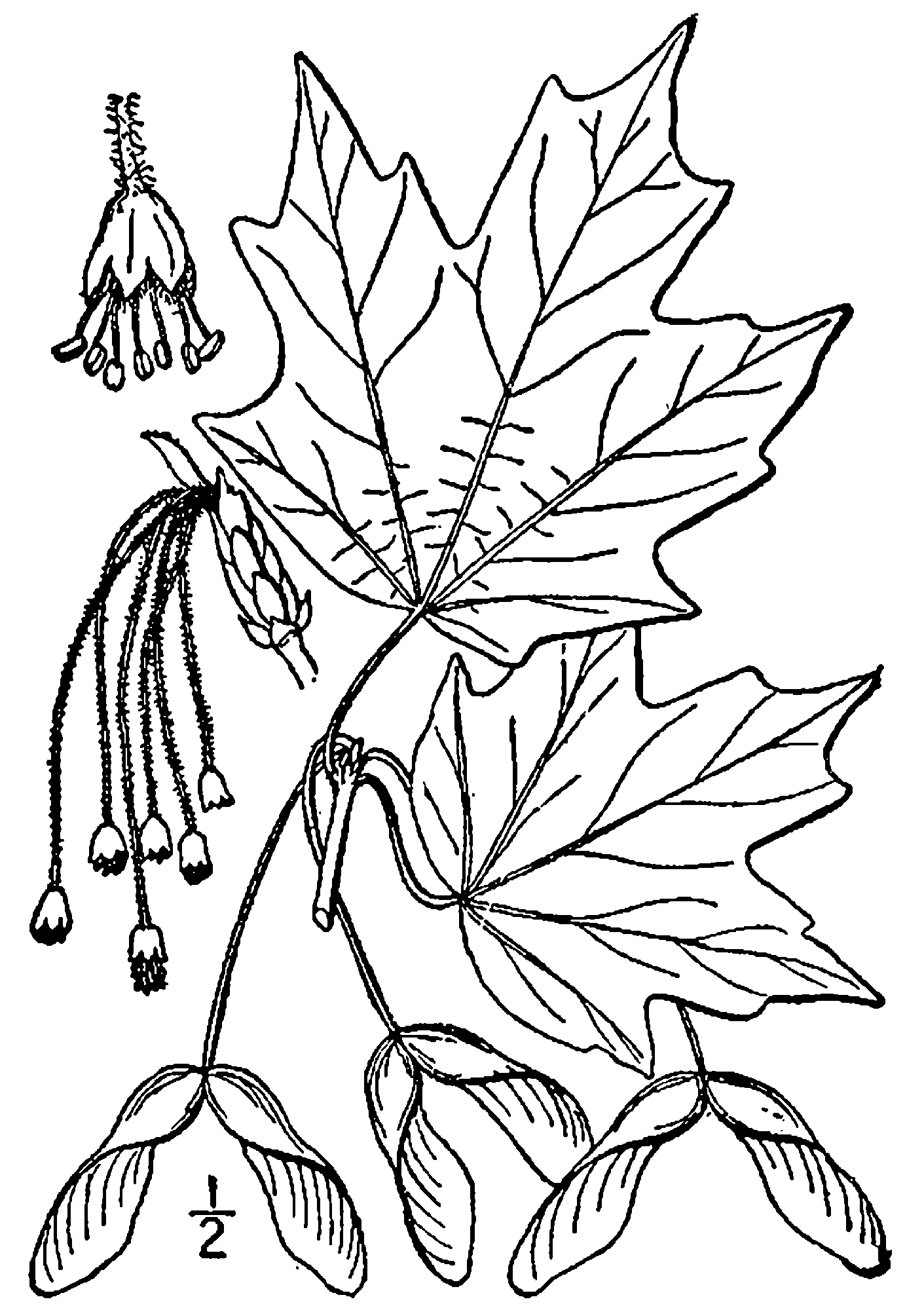
Квіти, насіння і листя цукрового клена

Розмножується цукровий клен насінням. У щільно закритих ємностях двокрилки зберігають можливість сходити до 2 років.
Цукровий клен маловимогливий до ґрунту. Росте на бідних, підзолистих, піщаних, сухих, малопотужних кам'янистих і глинкуватих ґрунтах. Але віддає перевагу глибоким, багатим, гарно дренованим і слабко кислим. Потребує калійні і карбонатні солі в ґрунті. Не витримує посуху і ущільнення ґрунту. Але дуже тіньовитривалий, поступаючись в цьому лише буку. Морозостійкий — витримує до −40 °C.
Чутливий до диму та пилу.

### Поширення
Батьківщина цукрового клена — схід Північної Америки: Канада та США. Від Нової Шотландії і Нью-Брансвіка на захід до канадських провінцій Онтаріо та Манітоба, далі на південь через Міннесоту і Канзас до північного Техасу, звідти на схід до Джорджії.
Росте в низинах (але не на болотах) і до 1600 м над рівнем моря. Важливий компонент широколистих лісів Північної Америки. Зазвичай з ним ростуть — бук крупнолистий, липа американська, берези, тсуга.

### Декоративні форми
Цукровий клен в культурі з 1753 року. Відомо кілька декоративних форм дерева.
- Форма «Глаука» або «Сиза» («Glauca») — листя знизу сизе.
- «Коніка» («Conica») — зі щільною, конічною кроною.
- Цукровий клен монументальний («Monumentale») — колоноподібний, з направленими вгору гілками.
- Цукровий клен Ругеля («Rugellii») — з трипалими листками, знизу сизими або матово-зеленими, більшими в ширину, ніж в довжину.

## Практичне використання

### Промисловість
Клен цукровий відносять до так званих «твердих» кленів. Їх деревина важка, міцна, тверда (майже як у дуба) і жорстка, з дрібношаровою однорідною текстурою. Вона має світлий червонуватий блиск і декоративну свіль (особливо типу «пташине око»), яка дуже ціниться меблярами. Широко використовується для застилання підлоги, виробництва меблів, фанери, деревного спирту, дверних ручок, музичних інструментів, колодок для взуття, кеглів для боулінгу, бейсбольних бит (хоча і рідше, ніж з ясеня чи гікорі).

#### Цукрова галузь
Клен цукровий і дуже схожий на нього клен чорний (Acer nigrum), який теж родом зі сходу США, — головні джерела солодкого кленового сиропу. Його збирають навесні, ще до цвітіння і розпускання листя. Це так званий «плач рослин». Він аналогічний подібному явищу у берези і властивий також іншим видам клена, в тому числі гостролистому і явору (Acer pseudoplatanus). А оскільки вміст тростинного цукру у соку цукрового клена найбільший — більше 4 % — він використовується у промислових масштабах для виробництва цукру (особливо широко в Канаді). Сік збирають звичайним методом надрізування стовбура, потім варять сироп. У кленового цукру особливий смак, і багато мешканців Північної Америки віддають перевагу саме йому.
До поширення в Америці цукрової тростини (невдовзі після плавань Колумба) клен цукровий був головним джерелом цукру для аборигенів, а потім і для перших білих поселенців континенту. Виробництво кленового цукру, сиропу, патоки, а також кленового пива розвинулось в XIX столітті в окрему галузь промисловості, особливо поширену в Канаді. Нині добування цукру з клена скоротилося і стало типово туристичною галуззю. А листок цукрового клена став національним символом і зображений на державному прапорі країни.

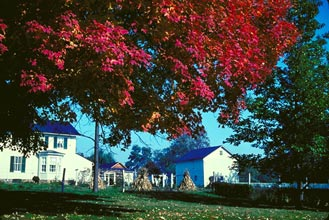
Цукровий клен восени

Також цукровий клен — цінний медонос. Його часто висаджують біля пасік.

### Озеленення
Як і багато інших видів клену, цукровий широко культивується по всьому світу для озеленення міст. Він високо ціниться за яскраве забарвлення осіннього листя. Але у міських умовах чутливий до забруднення повітря і асфальтного покриття.
Інколи дерево використовують в лісосмугах вздовж доріг — для захисту від вітру та снігу.